# Sindaci di Orani
Lista dei sindaci di Orani .
| periodo   | sindaco                         |
| --------- | ------------------------------- |
| 1663      | Francesco Gavino Corda          |
| 1670      | Gabriele Cavada                 |
| 1697      | Pietro Quirico Esgrechio        |
| 1702      | Giovanni Matteo Mura Esgrechio  |
| 1703      | Francesco Ignazio Guiso         |
| 1709      | Giovanni Antioco Salis Satta    |
| 1710      | Pietro Cosseddu Modolo          |
| 1711      | Pietro Angioi                   |
| 1721      | Giovanni Antioco Cadello        |
| 1733      | Giovanni Maria Angioi Gaia      |
| 1770      | Bartolomeo Sini Tola            |
| 1788      | Antioco Mastio                  |
| 1789      | Giovanni Angelo Niffoi          |
| 1801      | Giuseppe Satta                  |
| 1803      | Pietro Paolo Cosseddu           |
| 1807      | Giacomo Seu                     |
| 1809      | Antioco Angioi                  |
| 1811      | Pasquale Siotto                 |
| 1813      | Salvatore Brundu                |
| 1814      | Battista Bande                  |
| 1815      | Giovanni Ollolai                |
| 1816      | Pietro Paolo Fadda              |
| 1818      | Pietro Paolo Siotto             |
| 1819      | Pietro Semidei                  |
| 1820      | Antioco Angioi                  |
| 1821      | Giovanni Piu                    |
| 1822      | Antonio Mereu                   |
| 1823      | Pasquale Siotto                 |
| 1824      | Salvatore Cossu                 |
| 1825      | Giuseppe Sechi Carta            |
| 1826      | Salvatore Cosseddu Modolo       |
| 1827      | Pietro Paolo Siotto Pintor*     |
| 1828      | Filippo Nieddu                  |
| 1829      | Salvatore Porcu                 |
| 1830      | Simone Marcello                 |
| 1831      | Salvatore Brundu                |
| 1832      | Antonio Siotto Pintor           |
| 1833      | Salvatore Pirisi                |
| 1834      | Antonio Mereu                   |
| 1835      | Andrea Porcu                    |
| 1836      | Agostino Balloi                 |
| 1837      | Filippo Nieddu                  |
| 1838      | Battista Ortu Tanai             |
| 1839      | Pietro Paolo Siotto             |
| 1840      | **                              |
| 1857      | Pietro Paolo Siotto Salvai***   |
| 1858      | Michelangelo Balloi             |
| 1859      | Michelangelo Balloi             |
| 1862      | Michelangelo Balloi             |
| 1863      | Michelangelo Balloi             |
| 1865      | Francesco Pirisi Siotto         |
| 1866      | Francesco Pirisi Siotto         |
| 1867      | Francesco Pirisi Siotto         |
| 1868      | Nicolò Meloni                   |
| 1869      | Nicolò Meloni                   |
| 1870      | Giovanni Siotto Marcello        |
| 1871      | Giovanni Siotto Marcello        |
| 1872      | Giovanni Siotto Marcello        |
| 1873      | Giovanni Siotto Marcello        |
| 1874      | Giovanni Siotto Marcello        |
| 1875      | Giovanni Siotto Marcello        |
| 1876      | Vincenzo Maninchedda            |
| 1877-1881 | Giuseppe Bande Satta            |
| 1882-1885 | Bardilio Delitala               |
| 1887-1888 | Antioco Mastio                  |
| 1891-1892 | Luigi Siotto                    |
| 1894      | Michele Dessolis                |
| 1895      | Vincenzo Maninchedda            |
| 1896      | Ignazio Sequi                   |
| 1897      | Cesare Siotto                   |
| 1898-1902 | Antonio Pirisi                  |
| 1903-1911 | Giuseppe Maninchedda            |
| 1912      | Giovanni Sequi                  |
| 1915      | Cesare Zichi                    |
| 1916      | Pietro Paolo Siotto             |
| 1919      | Pietro Paolo Meloni             |
| 1921      | Giovanni Angioi                 |
| 1921-1923 | Commissario Prefettizio         |
| 1923      | Antonio Luigi Siotto            |
| 1923-1925 | Cosimo Pirisi                   |
| 1926      | Podestà Ludovico Gatti          |
| 1929      | Podestà Luigi Rubeddu           |
| 1931      | Podestà Paolo Veronesi          |
| 1932      | Comm. Pref. Pietro Paolo Meloni |
| 1932-1935 | Comm. Pref. Luigi Cauglia       |
| 1936-1939 | Comm. Pref. Emidio Ruggeri      |
| 1940      | Comm. Pref. Donato Musillo      |
| 1940-1941 |                                 |
| 1941-1942 | Comm. Pref. Gavino Cambosu      |
| 1942-1943 | Comm. Pref. Tito Aru            |
| 1943-1944 | Comm. Pref. Aristide Piga       |
| 1944-1945 | Sindaco Luigi Cauglia           |
| 1945-1946 | Comm. Pref. Franco Aloisio      |
| 1946      | Sindaco Francesco Mastio        |
| 1947-1952 | Francesco Fiori                 |
| 1952-1960 | Piero Merlini                   |
| 1960      | Luigi Aru                       |
| 1964      | Pietro Giglioli                 |
| 1966      | Giovanni Maria Cusinu           |
| 1970      | Gonario Gianoglio               |
| 1972      | Salvatore Murru                 |
| 1975      | Giovanni Maria Cusinu           |
| 1980      | Peppino Pes                     |
| 1985      | Angelo Mura                     |
| 1988      | Giulio Chironi                  |
| 1990      | Tonino Rocca                    |
| 1995      | Celestina Coi                   |
| 2000      | Pasquale Sulis                  |
| 2005      | Franco Pinna                    |
| 2010      | Franco Pinna                    |
| 2014      | Commissario Pani                |
| 2015      | Comminario Pani                 |
| 2016      | Antonio Fadda                   |
| 2021      | Marco Ziranu                    |

*Zio di don Giovanni Siotto Pintor, padre di Pietro Paolo Siotto Salvai.
**Per il 1840 sono riportati i seguenti sindaci: Sequi, Salvatore Cosseddu Modolo, Antonio Francesco Cauglia, Antonio Giuseppe Scanu, Piero Pirisi, Sebastiano Pirisi, Pietro Paolo Siotto, Bartolomeo Mastio, Felice Ordioni, Pietro Pirari, Giuseppe Sechi Carta, Antonio Siotto Pintor e Pietro Paolo Siotto Salvai
***Cugino in primo grado di don Giovanni Siotto Pintor